# Pier Piccio
Le comte Pier Ruggero Piccio (27 septembre 1880 -  31 juillet 1965) était un as et général italien de la Première Guerre mondiale.

## Carrière militaire
Pier Piccio naquit à Rome le 27 septembre 1880 de Giacomo Piccio et Caterina Locatelli, entra à l'école militaire de Modène le 29 octobre 1898 d'où il sortit sous-lieutenant le 8 septembre 1900 et servit au 43e régiment d'infanterie.
Il servit lors d'un échange avec la Belgique, de novembre 1903 à septembre 1907, et fit partie d'une mission en Kalambari. Assigné à une force multinationale qui servit en Crète autonome de mars 1908 à juillet 1909 à la 2e compagnie conjointe.

## Guerre italo-turque
Du 14 novembre 1911 au 2 décembre 1912 il a servi en Libye au 37e régiment d'infanterie. Un premier contact lui permit d'y apercevoir l'utilisation de l'arme aérienne. Capitaine au 19e d'infanterie le 31 mars 1913 il entra ensuite à l'école de l'air de Casina Malpensa (it) et obtint son brevet de pilote le 27 juillet 1913. Qualifié sur Nieuport il fut assigné à la 5e escadrille.

## Première Guerre mondiale
Il opéra des vols de reconnaissance de mai à août 1915 avant de se qualifier sur le bombardier Caproni300 à l'école de l'air de Casina Malpensa (it) . Il fut alors commandant de la 3e escadrille de bombardement jusqu'en mars 1916.
Il vint à Paris se qualifier pour la chasse sur Nieuport avant de retourner en juin comme commandant de la 77e escadrille Nieuport et d'être affecté à Istrana à la défense de Venise. Il y fit la chasse aux ballons captifs avec les Roquettes Le Prieur.
Le 15 avril 1917, il devint commandant du 10e groupe d'aviation et continua à voler avec les 77e et 91e escadrilles et y croisa Francesco Baracca. Il devint as le 29 juin 1917.
Passant inspecteur de l'Aviation il a réorganisé les escadrilles de chasse, écrit le premier manuel italien de tactique aérienne, instauré la discipline de vol en patrouilles et fut décoré de la Médaille d'or de la valeur militaire pour ses qualités de commandement. Il fut abattu le 27 octobre 1918 et fait prisonnier avant de s'échapper par bateau le 4 novembre profitant de l'effondrement de l'Empire Austro-hongrois.

## Après guerre
Il devint attaché militaire à l'ambassade de Paris en 1918 puis en 1921 avant de servir comme Commissaire de l’aviation pour Mussolini. Il devint aide de camp du roi le 1er mars 1923 puis général commandant la Regia aeronautica en octobre 1923 avant de devenir Chef d'état-major de l'Air, la nouvelle dénomination, le 1er janvier 1926. Il fut entre les deux de nouveau attaché militaire à Paris d'avril à novembre 1925; il était en conflit ouvert avec son supérieur Italo Balbo.

## Politique
Il devint sénateur le 3 novembre 1933 sous le fanion fasciste mais vivait souvent en France à Neuilly, son adresse de sénateur était à Paris; en 1940 il se trouvait en Suisse où il aida les soldats italiens qui s'y trouvaient, il y rencontrait Willy Coppens. Il fut agent de liaison entre les mouvements de résistance français et italien depuis son sanctuaire suisse.
Un arrêté de forfaiture lancé contre lui le 29 novembre 1945 pour son passé fasciste fut révoqué le 30 juin 1946; il mourut le 31 juillet 1965 à Rome.